# 港北ニュータウン
港北ニュータウン（こうほくニュータウン、英: Kōhoku New Town）は、神奈川県横浜市都筑区茅ケ崎を中心とする日本のニュータウンである。
横浜市北部に位置し「港北」と名付けられ、かつては港北区・緑区に属していたが、分区による行政区再編により現在は都筑区となっている。
港北NT（港北ニュータウン）センター地区は、横浜市における主要な生活拠点（旧：副都心）に指定されている。

## 概要
港北ニュータウン（港北NT）事業は、1965年（昭和40年）に横浜市から発表された「横浜市六大事業」に端を発する。当時の横浜市長であった飛鳥田一雄の元で計画が策定され、1960年代の高度経済成長を背景に、横浜みなとみらい21地区の造成を含む横浜市中心部の強化・金沢地先埋立事業による工業地域と住宅地の造成・港北ニュータウンの建設・横浜市営地下鉄の建設・首都高速神奈川1号横羽線などの高速道路網の建設・横浜ベイブリッジの建設など、6項目を掲げる大規模開発計画であった。
同年2月に「横浜市六大事業」の一つとして港北ニュータウン開発事業が発表された。横浜市中心部から北北西約12km、東京都心部から南西約25kmに位置する。市街地の乱開発（スプロール現象）の防止、都市農業の確立、住民参加のまちづくり、多機能複合的なまちづくりの4つの方針を基本理念として計画された。
都筑区内に広がる多摩丘陵の約2,530haに及ぶ区域に開発され、このうち約1,341haについては住宅・都市整備公団（現：都市再生機構）により「第一地区・第二地区・中央地区土地区画整理事業」が施行された。事業施行後は当該区域を地区計画や街づくり協議地区に指定し、良好な居住環境の維持形成を目指すとしている。
港北ニュータウンの街区は、センター北駅を中心とする北部の第一地区、センター南駅を中心とする南部の第二地区、その間に位置する中央地区に大別され、中央地区に隣接してタウンセンター地区が位置する。また都市農業を営むため開発が制限された農業専用地区が6地区（合計230.0ha）あり、企業誘致のための用地も用意されている。
鉄道路線は東急田園都市線と東急東横線に挟まれ、道路は国道246号と第三京浜道路に挟まれた位置にある。港北ニュータウン計画に合わせて横浜市営地下鉄の路線が建設され、1993年には横浜市営地下鉄3号線（ブルーライン）がニュータウン内へ延伸され、2008年には横浜市営地下鉄4号線（グリーンライン）が新規開業し、それぞれニュータウン内を運行している。

## 沿革
- 1965年（昭和40年）2月：横浜市六大事業の一つとして港北ニュータウン計画を発表[7]。
- 1969年（昭和44年）5月：港北ニュータウン第一地区・第二地区土地区画整理事業区域都市計画決定、用地買収に着手[7]。
- 1970年（昭和45年）：港北ニュータウン遺跡群発掘調査（予備調査）開始。
- 1971年（昭和46年）：港北ニュータウン遺跡群発掘調査（本格調査）開始[8][9]。
- 1972年（昭和47年）12月16日：横浜市営地下鉄1号線（ブルーライン）伊勢佐木長者町駅 - 上大岡駅間が開業（第1期）。
- 1976年（昭和51年）9月4日：横浜市営地下鉄3号線（ブルーライン）が横浜駅まで開業（第2期）。1号線と3号線の直通運転開始。
- 1983年（昭和58年）3月：第二地区（南部）街びらき、集合住宅入居開始[7]。
- 1986年（昭和61年）
  - 3月：多機能複合都市へ土地利用転換[7]。計画見直により民間活力を導入し企業進出を促進。
  - 11月：民間活力導入第1号事業者として、オーケー株式会社が港北ニュータウン内に用地を取得[10]。
- 1989年（平成元年）：港北ニュータウン遺跡群全268箇所の発掘調査完了[8]。
- 1990年（平成2年）3月：第一地区（北部）街びらき[7]。
- 1991年（平成3年）6月28日：横浜市営バス港北ニュータウン営業所が開所（移転し営業所に昇格）。
- 1993年（平成5年）
  - 3月18日：横浜市営地下鉄3号線（ブルーライン）新横浜 - あざみ野間が開業（第5期）[7]。これにより、港北ニュータウン内に位置する仲町台駅、センター南駅、センター北駅、中川駅の各駅が同日開業。
  - 11月1日：東急バス日吉営業所を移転し、東急バス東山田営業所が開設。港北ニュータウン地区のバス路線を担当。
- 1994年（平成6年）11月6日：港北区・緑区の各一部地域を分区し、都筑区と青葉区が発足[7]。
- 1995年（平成7年）
  - 3月：中央地区土地区画整理事業都市計画決定[7]。
  - 4月：第三京浜道路に都筑インターチェンジが開業[7]。港北ニュータウンへの東側の出入口となる。
- 1996年（平成8年）
  - 2月：中央地区事業計画認可[7]。
  - 9月：第一地区・第二地区換地処分公告、街づくり協議地区に編入[7]。
- 2001年（平成13年）1月30日：横浜市営地下鉄4号線（グリーンライン）着工[11]。 センター南駅コンコースにて起工式が挙行される。
- 2005年（平成17年）6月：中央地区換地処分公告[7]。
- 2006年（平成18年）6月15日 - 横浜市交通局が市営地下鉄の路線愛称を、1・3号線は「ブルーライン」、4号線は「グリーンライン」と決定し発表。
- 2007年（平成19年）3月31日：横浜市営バス港北ニュータウン営業所が廃止。
- 2008年（平成20年）3月30日：横浜市営地下鉄4号線（グリーンライン）中山 - 日吉間が開業（第1期）[7]。これにより、港北ニュータウン内に位置する北山田駅、センター北駅、センター南駅、都筑ふれあいの丘駅が同日開業。港北ニュータウンの中心駅となるセンター北駅・センター南駅がブルーラインとグリーンラインの乗換駅となり、利便性が大幅に向上する。

## 都市計画の歴史

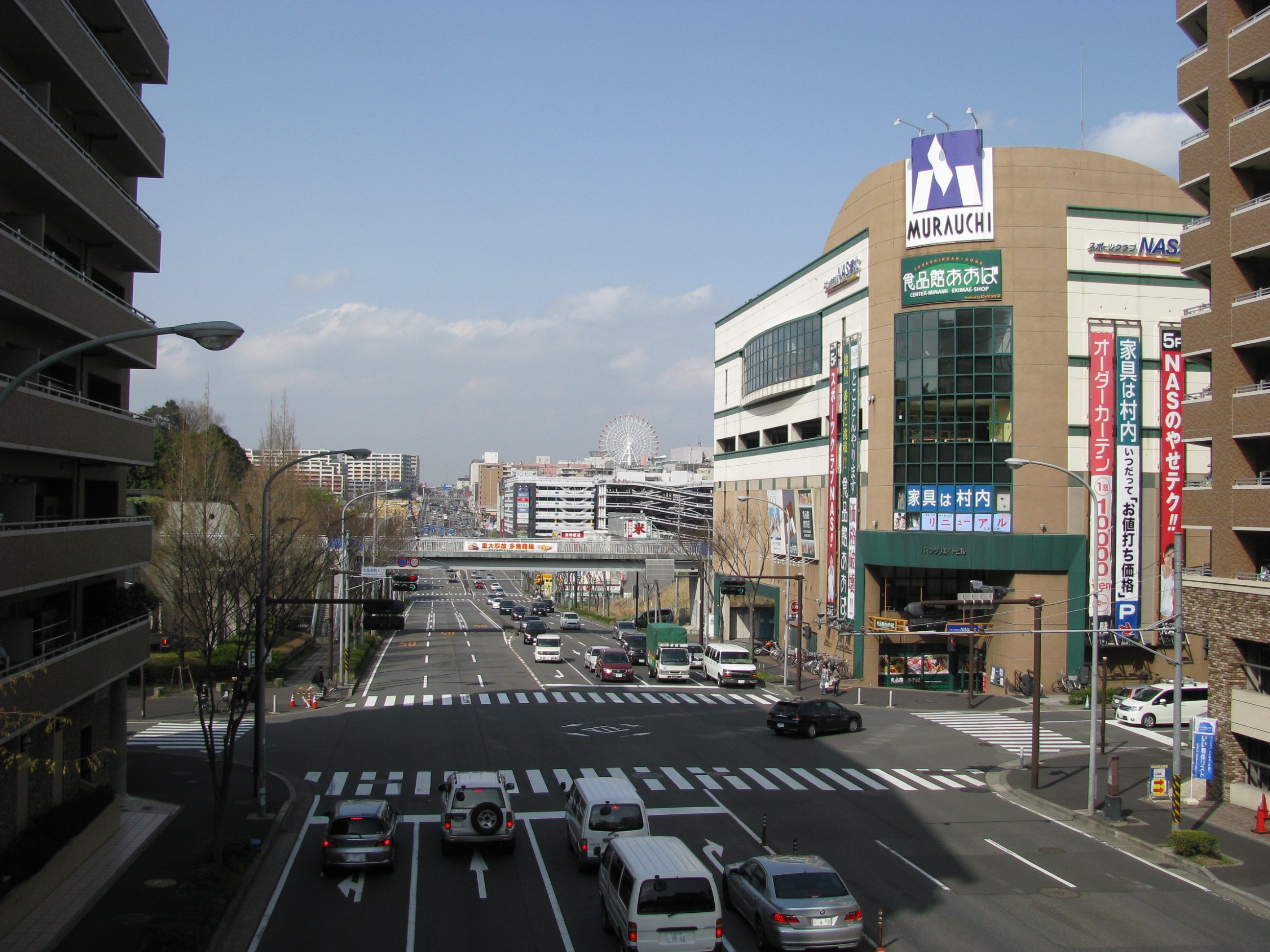
港北ニュータウンのセンター地区（2010年4月10日）

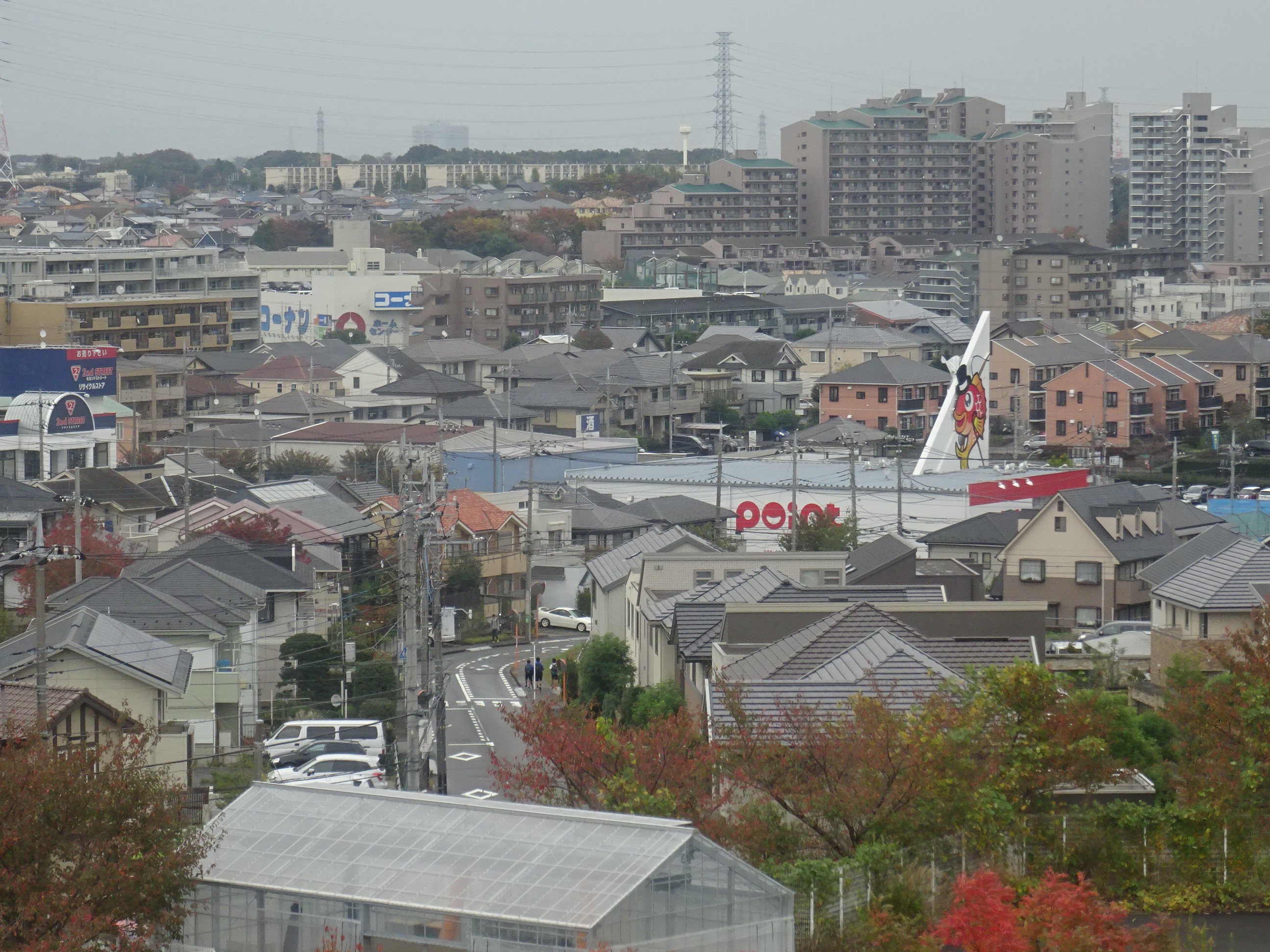
港北ニュータウンの住宅地区（2015年11月10日）

当時の横浜市は東京のベッドタウンとなり始めており、年間10万人単位で人口が急増していた。また横浜市中心部（関内・伊勢佐木町地区）がGHQに占領されていたことに伴う戦後復興の遅れもあいまって、横浜駅周辺地区が新たな横浜の中心部として急成長するなど市街地の乱開発が行われており、スプロール現象が懸念されていた。そこで居住環境の良好な住宅街の形成が課題となり、飛鳥田一雄市長により「横浜市六大事業」が提案された。その提案の一つとして、横浜市内北部に位置する地域を住居・職場・農業が一体となった街作りを行う港北ニュータウン事業の構想が練られた。
その結果、日本住宅公団（現：都市再生機構）が事業委託を受けた区域だけでも1,317ヘクタール、事業計画全体では2530ヘクタールもあり、過去に類を見ない大規模な都市開発事業となった。このため区画整理事業だけでも膨大な地権者数となり、事業の成功は不可能であるという分析をする学者も現れた。
横浜市は事業計画を進めるに当たって、地元の有力者を中心とする「港北ニュータウン開発対策協議会」を設置した。これは地元の意向を確認しながら事業を進めて住民参加のまちづくりを推進し、計画を問題なく進めるための機関として設置されたものである。
こうした協議機関での協議の結果、それまでのニュータウン計画で一般的に利用されていた土地収用ではなく、換地の手法が取られることになった。換地とはあらかじめニュータウン計画の主体事業者が計画区域内に土地を購入しておき、公共施設建設のために収用したい土地と事前に購入した土地を交換して区画整理を実施する手法である。換地による区画整理の手法は港北ニュータウン計画以前から実施されていたが、住民側の意向から多くは近接した土地を交換する「原位置換地」の手法を採用しており、換地による土地区画整理は計画が進まないものとされていた。しかし、港北ニュータウン計画では地元住民の意向を確認した結果、申出換地という新しい手法で区画整理が実施されることになった。これは事業主体者が所有している土地の中から換地を行う土地の所有者が希望する土地を指定（これを「申出」と呼ぶ）し、その地権を交換する手法で、現在の土地区画整理事業で多く取られる手法となっている。
こうした地元との調整の結果、1974年に当時の建設大臣から土地区画整理事業に関する認可が下り、実際の造成工事が始まった。1980年には先行開発されていた地域に中学校が新設、1983年には港北ニュータウン初の大規模集合住宅で入居が開始された。1986年には港北ニュータウン計画が一部見直され、企業の研究所や本社を積極的に誘致していく計画が追加された。
1994年には人口増加に伴い、港北区、緑区に造成された港北ニュータウンを中心とする地域が都筑区として分区された。1996年に最後の区画整理が完了し、港北ニュータウン計画はすべて完了した。

## ニュータウン概要

### 地区設定
港北ニュータウンは計画推進の状況に応じて4つの地区設定がなされている。港北ニュータウンのメインとなる住宅・都市整備公団が施行する「公団施行地区」、地元の農家が都市農業を引き続き営むための「農業専用地区」、民間ディベロッパーが1965年以前に既に開発計画を持っていた「既開発地区」、横浜市が主体となって開発を実施する「中央地区」である。「公団施行地区」のみを指して「港北ニュータウン」という名称が使われているが、実際にはその他3地区を含めた形での計画設定がなされているため、すべてを含めて「港北ニュータウン」と呼ばれることが多い。
2001年に都市計画が決定した「中央地区」は、立地上から港北ニュータウンと同一視されることが多いが、本来は港北ニュータウンには含まれない。「中央地区」は、港北ニュータウン第1地区のタウンセンター北地区（センター北駅周辺）と、港北ニュータウン第2地区のタウンセンター南地区（センター南駅周辺）との中間部に位置する。
「中央地区」は、港北ニュータウン計画に附属しているものの、主体は横浜市最北部の副都心整備計画である「タウンセンター整備事業」に基づく事業であり、港北ニュータウン計画とは関連性は高いが、港北ニュータウン第1地区・第2地区と呼ばれる住宅・都市整備公団の施行区域と並列するものではない。そのため、住宅・都市整備公団の港北ニュータウン施行計画には、北部の第1地区と南部の第2地区のみがその対象として挙げられていた。さらに、住宅・都市整備公団の計画図においても「中央地区」は公団の施行区域ではあるが「参考」という扱いとなっていた。
そのため、横浜市もにあるように、港北ニュータウン計画における換地処分公告は1996年で終結したものとして扱っている。この項目では横浜市の公式見解に沿って、港北ニュータウン計画の終結は1996年としている。
ただし「中央地区」においても都市再生機構（旧：住宅・都市整備公団）が「横浜北部新都市中央地区土地区画整理事業」として整備を行っており、横浜市も港北ニュータウンに準じた扱いをしているため、事実上は港北ニュータウンの一部と認識されている。

### 特徴
特徴としては、交通安全のため歩行者と自動車の動線を分ける「歩車分離」の徹底が挙げられる。都市計画道路中山北山田線と佐江戸北山田線が南北の軸を成しており、住宅地と車道は分離され、ペデストリアンデッキによる歩道と車道の連続立体交差が多くの地域で完成している。そのため車道沿いに歩道もあるが、歩行者専用道による歩行ゾーンが確保されている。さらに各商業施設に大規模駐車場が確保されており、高い駐車収容能力を確保している。
ライフラインは地下埋設（電線類地中化）になっているため、電線の有無が港北ニュータウンの範囲・境界を知る目安となる。また保存緑地や緑道も多く残され、住環境に配慮がなされている。
多くの公立小中学校、大型商業施設の進出、市営地下鉄2路線及び各種交通機関の拡充、先取的な都市基盤形成、保存緑地等が好感されており、狭隘感の強い既成市街地より一区画の広さによる開放感や防災性が感じられるニュータウンへの志向が高まりつつあると言われることや、新規戸建分譲地や新規マンション建設用地も多く転入世帯も多いことから、都筑区は高い人口増加率を保っている。2007年（平成19年）時点で、港北ニュータウンの人口は18万人を超えている。

## 地区と町名

### 第一地区
北部。土地区画整理事業としての名称は「横浜北部新都市第一地区」。 
- 面積：548.2ha[13]
- 牛久保町
- 牛久保
- 牛久保東1丁目～2丁目
- 牛久保西
- 中川1丁目～7丁目
- 中川中央一丁目
- 東山田
- 南山田町
- 南山田
- 北山田
- 大棚西

### 第二地区
南部。土地区画整理事業としての名称は「横浜北部新都市第二地区」。
- 面積：768.6ha[13]
- 茅ケ崎町
- 茅ケ崎中央
- 茅ケ崎東1丁目～3丁目
- 茅ケ崎南
- 勝田町
- 勝田南
- 新栄町
- 長坂
- 平台
- 葛が谷
- 早渕
- 仲町台
- 桜並木
- 富士見が丘
- 二の丸
- 川和台
- 川和町
- 見花山
- 大丸
- 高山
- 加賀原
- 荏田東
- 荏田南

### 中央地区
第一・二地区のタウンセンターによって挟まれた早渕川沿いの地区。土地区画整理事業としての名称は「横浜北部新都市中央地区」。
- 面積：23.7ha[13]
- 大棚町
- 茅ケ崎町
- 中川中央1丁目
- 中川町[注釈 1]
- 中川7丁目

### 農業専用地区
- 面積：合計230.0ha[15]
- 牛久保農業専用地区 - 24.0ha[16]
  - 牛久保町
- 新羽・大熊農業専用地区 - 23.0ha[16]
  - 新羽町
  - 大熊町
- 池辺農業専用地区 - 60.0ha[16]
  - 池辺町
- 折本農業専用地区 - 43.0ha[16]
  - 折本町
- 東方農業専用地区 - 60.0ha[16]
  - 東方町
- 大熊農業専用地区 - 20.0ha[16]
  - 大熊町

## 交通

### 公共交通機関
- 横浜市営地下鉄ブルーライン（3号線）の仲町台駅、センター南駅、センター北駅、中川駅の各駅が1993年3月18日に開業。さらに、横浜市営地下鉄グリーンライン（4号線）の北山田駅、センター北駅、センター南駅、都筑ふれあいの丘駅が2008年3月30日に開業した。
- 地区内の路線バスは、横浜市営バス、東急バスの各社が運行している。当初は地下鉄がなかったため、横浜方面からは新横浜駅、東京方面からは、東急田園都市線の市が尾駅・江田駅・あざみ野駅・たまプラーザ駅からのバス便に頼っていた。
- 港北ニュータウンから鉄道で東京都心に出るには、市営地下鉄から東急電鉄の路線に乗り換える方法が主流である。横浜市営地下鉄ブルーライン（3号線）のあざみ野駅から田園都市線か、新横浜から東急新横浜線か、横浜市営地下鉄グリーンライン（4号線）の日吉駅から東横線か目黒線に連絡する方法がある。なお、新横浜では新幹線とも接続されている。
- 横浜市営地下鉄ブルーラインと、第三京浜道路、東名高速道路を経由する高速バスにより、東海道新幹線新横浜駅や、成田空港、羽田空港とも結ばれているため、首都圏への転勤世帯や地方から横浜市への移住先として人気が高いと言われる。交通の利便性に加えて、近隣の東急田園都市線沿線の藤が丘、市が尾、青葉台、田奈周辺に大手企業の社宅も多かったが、企業の社宅廃止の風潮と開発時期がリンクしたこともある。

#### 都営三田線の延伸計画
1971年の計画当初は都営地下鉄6号線を、西馬込から港北ニュータウンを経由して中山駅まで延伸する計画があった（都市交通審議会答申第15号）。当時の計画では横浜市営4号線とともに、東京6号線が鉄道計画の根幹をなしており、前掲書ではかなり具体的な駅名とともに、東京6号線の延伸が必須であるという書き方がなされている。
財団法人日本都市計画学会が1971年に発行した『KOH NEW TOWN COMMUNICATION STUDIES 1971〜1972』225ページ「2-6-2　計画鉄道の広域ルート」には「港北ニュータウンに関連する新設鉄道計画の通過地点及び建設予定年次は下記のとおりである。」として、「3）東京からの鉄道新線」が掲げられている。同書25ページの内容では、
- ルート：大宮西部 - 高島平 - 日比谷 - 三田 - 港北ニュータウン - 神奈川西部
- 建設時期：1985年（昭和60年）
- 答申：「1972年（昭和47年）3月1日，都営地下鉄6号線（高島平-巣鴨間開通）の延伸として，大宮西部から港北ニュータウンまで答申された。

と記載されている。さらに同書25ページ「2-6-3　計画鉄道のニュータウン内ルート」において、停車駅が以下のように明記されている。
- 3号線：A.B.C.D.
- 4号線：E.B.C.
- 6号線：E.C.F

なお、アルファベットと現在設置されている駅の対照は以下のとおり。
- A：中川
- B：センター北
- C：センター南
- D：仲町台
- E：北山田
- F：都筑ふれあいの丘

加えて、前掲書213ページでは東京6号線のルートを、目黒 - 都立大学 - 等々力 - 武蔵新城 - E - B - C - F - 中山と断定的に記している。
しかし1985年（昭和60年）7月の運輸政策審議会答申第7号で、東京6号線に関するこの計画は目黒止まりとなることが確定し、それとともに都営三田線の港北ニュータウン延伸計画は廃止となった。同審議会答申では、都営三田線の代わりにセンター北止まりとなるはずだった横浜4号線を中山まで延伸することを答申し、鉄道計画が確定した。

### 道路
- 周辺には東名高速道路・第三京浜道路・国道246号線が走る。
- ニュータウン内に第三京浜道路の都筑IC（所在地は港北区）が、南東約3kmには第三京浜道路・港北ICがある。
- 東名高速道路には横浜青葉ICが近隣地域にある。
- ニュータウン南部に首都高速神奈川7号横浜北西線が通っており、横浜港北出入口と横浜青葉出入口が近隣地域にある。
- 都市計画道路中山北山田線と佐江戸北山田線の2幹線道路がニュータウンの両側を南北に結ぶ。尚、中山北山田線は横浜市都筑区川和町～横浜市緑区中山で事業中である。佐江戸北山田線は川崎町田線と交差する区間が未定事業化となっている。
- 横浜上麻生線により新横浜近辺を経由して横浜都心と結ばれている。
- 都市計画道路羽沢池辺線が都市計画化されており、全線完成すれば都市計画道路環状2号線まで結ばれる予定。

港北ニュータウン内部の道路交通は良好だが、近隣地区との接合箇所や他地域への都市計画道路の連続整備が遅れており、横浜市青葉区の田園都市エリアや緑区、港北方面、都筑区南部の主要幹線道への結節が課題となっている。このため、都市計画道路丸子中山茅ヶ崎線、中山北山田線、羽沢池辺線、鴨居上飯田線、川崎町田線、佐江戸北山田線の未完成区間の整備推進を継続して進めている。

## 主な商業施設

### ショッピングセンター
- 港北東急（港北 TOKYU S.C.）- センター南駅前
- モザイクモール港北（核店舗は都筑阪急）- センター北駅前
- ショッピングタウンあいたい - センター北駅前
- ノースポート・モール - センター北駅前
- YOTSUBAKO - センター北駅前
- イケア - 港北インターチェンジ
- コーナン港北モール - 港北インターチェンジ
- プレミアヨコハマ[17] - センター北駅前
- 港北みなも
- ルララこうほく
- ららぽーと横浜 - JR横浜線鴨居駅付近（ニュータウン外）
- サウスウッド
- キーサウス
- EKINIWA KITAYAMATA[18] - 北山田駅前

### 量販店
- オーケー港北ニュータウン店・港北中央店・北山田店
- ヨークマート - スーパーマーケット
- ビッグヨーサン - スーパーマーケット
- ハイパーマーケット - ディスカウントストア
- コーナン - ホームセンター
- スポーツオーソリティ港北ニュータウン店・センター南店
- トイザらス ・ベビーザらス
- ニトリ 港北ニュータウン店・港北東急店
- イケア港北
- 村内ファニチャーアクセス横浜港北店
- チャンプカメラ港北ニュータウン店

## 公共施設
- 都筑区役所
- 都筑図書館
- 横浜市センター南パスポートセンター[19]
- 横浜市歴史博物館
- 横浜国際プール
- 大塚・歳勝土遺跡
- 都筑中央公園自然体験施設（NPO都筑里山倶楽部）[20]

## 教育施設

### 幼稚園・保育園
- 金の星幼稚園
- 荏田南幼稚園
- 港北幼稚園
- 横浜みずほ幼稚園
- 認定こども園エクレス
- 愛和のぞみ幼稚園
- 横浜黎明幼稚園
- かちだ幼稚園
- みどり野幼稚園
- やまた幼稚園
- 池辺白ゆり幼稚園
- すぎの森幼稚園
- バディスポーツ幼児園
- 大熊保育園
- みどり保育園
- 中川西保育園
- 茅ヶ崎保育園
- 茅ヶ崎南保育園
- 第二しらとり台保育園
- つづきルーテル保育園
- ナーサリーつづき
- パレット保育園　センター南
- マーマセンター北保育園
- 都田幼稚園
- りんごの木

### 小学校
- 横浜市立中川西小学校
- 横浜市立中川小学校
- 横浜市立山田小学校
- 横浜市立茅ヶ崎小学校
- 横浜市立茅ヶ崎台小学校
- 横浜市立荏田東第一小学校
- 横浜市立荏田南小学校
- 横浜市立川和東小学校
- 横浜市立北山田小学校
- 横浜市立南山田小学校
- 横浜市立都筑小学校
- 横浜市立つづきの丘小学校
- 横浜市立東山田小学校
- 横浜市立茅ヶ崎東小学校
- 横浜市立牛久保小学校
- 横浜市立勝田小学校

### 中学校
- 横浜市立東山田中学校
- 横浜市立荏田南中学校
- 横浜市立川和中学校
- 横浜市立中川中学校
- 横浜市立茅ヶ崎中学校
- 横浜市立中川西中学校
- 横浜市立早渕中学校
- 東京・横浜独逸学園

### 高等学校
- サレジオ学院中学校・高等学校
- 中央大学附属横浜中学校・高等学校
- 神奈川県立新栄高等学校
- 神奈川県立荏田高等学校
- 神奈川県立川和高等学校

### 大学
- 東京都市大学 横浜キャンパス（旧武蔵工業大学）

## 港北ニュータウンのイメージ
以下の表は、首都圏の大規模ニュータウン（港北ニュータウン、多摩ニュータウン、千葉ニュータウン）について、首都圏在住者を対象として行われたアンケート調査の各ニュータウンに対するイメージの結果と、実際の統計データや客観的指標を比較したものである。調査は財団法人日本住宅総合センターにより2005年9月から2009年3月にかけて行われた。
港北ニュータウンのイメージは、ほとんどの項目で平均スコアは中央値(3)を上回り、他のニュータウンと比較しても高いスコアとなっていることから、良いイメージで港北ニュータウンは認知されていることが分かる。統計データを見ると首都圏平均より高いかそれに劣らない数値となっており、良いイメージは実際の高い都市機能に裏付けされているといえる。
| 首都圏の大規模ニュータウンに対するイメージのアンケート結果と実データの比較 | 首都圏の大規模ニュータウンに対するイメージのアンケート結果と実データの比較 | 首都圏の大規模ニュータウンに対するイメージのアンケート結果と実データの比較 | 首都圏の大規模ニュータウンに対するイメージのアンケート結果と実データの比較 | 首都圏の大規模ニュータウンに対するイメージのアンケート結果と実データの比較 | 首都圏の大規模ニュータウンに対するイメージのアンケート結果と実データの比較 | 首都圏の大規模ニュータウンに対するイメージのアンケート結果と実データの比較 | 首都圏の大規模ニュータウンに対するイメージのアンケート結果と実データの比較 | 首都圏の大規模ニュータウンに対するイメージのアンケート結果と実データの比較 | 首都圏の大規模ニュータウンに対するイメージのアンケート結果と実データの比較 |
| 項目                                                                       | アンケート調査（1 - 5点で評価）                                            | アンケート調査（1 - 5点で評価）                                            | アンケート調査（1 - 5点で評価）                                            | アンケート調査（1 - 5点で評価）                                            | 統計データ・客観指標                                                       | 統計データ・客観指標                                                       | 統計データ・客観指標                                                       | 統計データ・客観指標                                                       | 統計データ・客観指標                                                       |
| 項目                                                                       | 対応するイメージ 評価項目                                                  | 港北NT 平均スコア                                                          | 多摩NT 平均スコア                                                          | 千葉NT 平均スコア                                                          | 実データ指標                                                               | 首都圏 平均値                                                              | 港北NT                                                                     | 多摩NT                                                                     | 千葉NT                                                                     |
| -------------------------------------------------------------------------- | -------------------------------------------------------------------------- | -------------------------------------------------------------------------- | -------------------------------------------------------------------------- | -------------------------------------------------------------------------- | -------------------------------------------------------------------------- | -------------------------------------------------------------------------- | -------------------------------------------------------------------------- | -------------------------------------------------------------------------- | -------------------------------------------------------------------------- |
| 商業施設の利便性                                                           | 買い物やレジャーが便利                                                     | 4.9                                                                        | 3.3                                                                        | 3.1                                                                        | 可住地面積あたりの小売店数（箇所/平方キロ）                                | 33.4                                                                       | 39.5                                                                       | 42.1                                                                       | 8.9                                                                        |
| 商業施設の利便性                                                           | 買い物やレジャーが便利                                                     | 4.9                                                                        | 3.3                                                                        | 3.1                                                                        | 可住地面積あたりの大型小売店数（箇所/平方キロ）                            | 0.6                                                                        | 1.2                                                                        | 1.4                                                                        | 0.2                                                                        |
| 通勤通学の利便性                                                           | 交通アクセスがよい                                                         | 3.2                                                                        | 3.0                                                                        | 2.8                                                                        | 可住地面積あたりの鉄道駅数（箇所/平方キロ）                                | 0.15                                                                       | 0.29                                                                       | 0.30                                                                       | 0.09                                                                       |
| 通勤通学の利便性                                                           | 遠い                                                                       | 3.4                                                                        | 3.8                                                                        | 3.9                                                                        | 通勤時間（分）                                                             | 68.2                                                                       | 77.0                                                                       | 87.5                                                                       | 95.3                                                                       |
| 道路の整備・充実                                                           | 道路が整備されている                                                       | 3.6                                                                        | 3.6                                                                        | 3.4                                                                        | 歩道設置率（%）                                                            | 15.5%                                                                      | 85.5%                                                                      | 59.1%                                                                      | 18.2%                                                                      |
| 医療・福祉施設の整備・充実                                                 | 医療や福祉が充実している                                                   | 3.1                                                                        | 3.0                                                                        | 3.0                                                                        | 1万人あたりの病院数（箇所/万人）                                           | 0.5                                                                        | 0.4                                                                        | 0.6                                                                        | 0.2                                                                        |
| 医療・福祉施設の整備・充実                                                 | 医療や福祉が充実している                                                   | 3.1                                                                        | 3.0                                                                        | 3.0                                                                        | 1万人あたりの診療所数（箇所/万人）                                         | 13.4                                                                       | 12.8                                                                       | 11.1                                                                       | 7.3                                                                        |
| 公園の整備・充実                                                           | 公園や公共施設が整備されている                                             | 3.6                                                                        | 3.6                                                                        | 3.5                                                                        | 1万人あたりの都市公園面積（平方メートル/人）                               | 5.5                                                                        | 4.5                                                                        | 13.6                                                                       | 9.1                                                                        |
|                                                                            | 中間値（3）より良い・・・ピンク 中間値（3）より悪い・・・青                | 中間値（3）より良い・・・ピンク 中間値（3）より悪い・・・青                | 中間値（3）より良い・・・ピンク 中間値（3）より悪い・・・青                | 中間値（3）より良い・・・ピンク 中間値（3）より悪い・・・青                | 首都圏値平均より良い・・・ピンク 首都圏平均値より悪い・・・青              | 首都圏値平均より良い・・・ピンク 首都圏平均値より悪い・・・青              | 首都圏値平均より良い・・・ピンク 首都圏平均値より悪い・・・青              | 首都圏値平均より良い・・・ピンク 首都圏平均値より悪い・・・青              | 首都圏値平均より良い・・・ピンク 首都圏平均値より悪い・・・青              |